# Classe Strale
La classe Strale è una classe velica di interesse federale progettata dall'italiano Ettore Santarelli nel 1964.
È lunga 4,90 m, larga 1,57 m e la superficie velica è di 13,50 m² (spinnaker 15 m²).
L'equipaggio è formato da due persone.
L'associazione di classe si chiama  Assostrale.